# Saison 3 de Bob l'éponge
Chronologie
Saison 2 Saison 4
Cet article présente les épisodes de la troisième saison de la série d'animation télévisée américaine Bob l'éponge diffusée du 5 octobre 2001 au 11 octobre 2004 sur Nickelodeon.
En France, la troisième saison est diffusée sur Télétoon + en 2003 puis sur TF1 de 2004 à 2005 puis rediffusée le 5 et 8 juin 2006 sur Nickelodeon France.

## Production
Pendant la production de la saison précédente, Nickelodeon commande une troisième saison de Bob l'éponge le 20 septembre 2000 en raison des audiences élevées qu'enregistre la série. Le producteur exécutif de la saison est le créateur de la série Stephen Hillenburg, qui a également joué le rôle de show runner. Elle a commencé sa diffusion le 5 octobre 2001.
Après avoir terminé la production de la troisième saison en 2002, Stephen Hillenburg et ses équipes décident d'arrêter de travailler sur les épisodes afin de se consacrer au premier film de la série intitulée Bob l'éponge, le film. En conséquence, la série est entrée dans une pause de deux ans à la télévision. Pendant cette pause, Nickelodeon a élargi la programmation de la troisième saison pour couvrir le retard pris. Cependant, selon l'exécutif de Nickelodeon Eric Coleman, « il y a certainement eu un retard et une demande croissante. ». Nickelodeon a annoncé que neuf épisodes (complets) "encore non diffusés" seraient mis à l'antenne. L'épisode perdu (L'éponge Volante) est diffusé pour la première fois pendant un "Sponge"-a-thon de deux heures, tandis que les huit restants ont été diffusés par la suite.
Une fois le film terminé, Stephen Hillenburg veut mettre fin à la série pour que la série ne baisse pas en qualité par la suite, mais Nickelodeon veut davantage d'épisodes. Hillenburg explique « Lorsque nous avons tourné le film (en 2004), nous craignions que la série n'ait atteint son apogée. Il y avait des inquiétudes parmi les dirigeants de Nickelodeon. »,. Hillenburg démissionne de sa fonction de show runner de la série,, et nomme Paul Tibbitt, qui a précédemment occupé au sein de la série les places de superviseur, d'auteur, de directeur et de storyboarder, pour le remplacer à ce poste. Stephen Hillenburg le considère comme l'un de ses membres préférés parmi l'équipe de la série et « lui fait entièrement confiance ». Hillenburg n'a plus écrit ni dirigé la série au jour le jour, mais a examiné chaque épisode et a fourni des suggestions en déclarant : « Je pense que quand je suis assez vieux, je peux encore peindre […] Je ne sais pas comment faire des spectacles[pas clair] »,. Tom Kenny, Bill Fagerbakke et le reste de l'équipe ont confirmé qu'ils avaient terminé quatre nouveaux épisodes pour une diffusion sur Nickelodeon début 2005 et ont prévu d'en produire environ 20 au total pour la quatrième saison,.

## Épisodes
| № | #   | Titre français / Titre original                                                | Réalisation                   | Scénario                                                            | Première diffusion |
| --- | --- | ------------------------------------------------------------------------------ | ----------------------------- | ------------------------------------------------------------------- | ------------------ |
| 41a | 1a  | Plankton patron The Algae's Always Greener                                     | Frank Weiss                   | Aaron Springer, C.H. Greenblatt et Merriwether Williams             | 22 mars 2002       |
| Dans une nouvelle tentative de voler la recette secrète du pâté de crabe, Plankton cherche désespérément un plan pour vaincre le capitaine Krabs. Sa femme Karen lui suggère d'utiliser la machine à inverser les vies. Plankton décide alors d'inverser sa vie avec son rival. Et ça marche : il se retrouve propriétaire du Crabe Croustillant et porte même des vêtements à sa taille. |     |                                                                                |                               |                                                                     |                    |
| 41b | 1b  | Le Sauveteur qui a peur de l'eau Sponge Guard On Duty                          | Sean Dempsey                  | Jay Lender, Sam Henderson et Mark O'Hare                            | 22 mars 2002       |
| Bob est admiratif devant le travail de Larry le homard en tant que maître-nageur, respecté de tous. Envieux, il essaie de faire comme lui mais il a peur de l'eau car il ne sait pas nager. Il jure alors qu'il deviendra maître-nageur, même si un camion de glace lui tombe dessus, ce qui lui arrive. Ayant de la crème glacée sur le nez, Larry le Homard prend Bob l'éponge pour un maître nageur et lui demande alors d'accomplir son travail. |     |                                                                                |                               |                                                                     |                    |
| 42a | 2a  | Le Coqui-magique Club SpongeBob                                                | Andrew Overtoom               | Walt Dohrn et Mark O'Hare                                           | 12 juillet 2002    |
| Bob et Patrick organisent leur nouveau club secret autour d'une coquille parlante, ce qui fait rire le calamar. C'est alors qu'il tombe avec eux dans un endroit désert et sauvage. Cherchant à revenir à la civilisation, le calamar réfléchi à une idée tandis que Bob et Patrick patientent tranquillement en écoutant la vérité de la coquille magique. |     |                                                                                |                               |                                                                     |                    |
| 42b | 2b  | L'Hippocampe My Pretty Seahorse                                                | Tom Yasumi                    | Kent Osborne et Paul Tibbitt                                        | 12 juillet 2002    |
| C'est le premier jour du printemps et en se baladant dans les prés, Bob tombe nez à nez avec un Hippocampe. Très content, Bob décide d'apprivoiser l'animal, mais ce n'est pas facile car il ne tient pas en place, mange tout ce qu'il voit. Il va même l'emmener au restaurant, ce qui énerve le capitaine Krabs qui ne veut pas d'animaux dans son restaurant. Il suggère à Bob de rendre sa liberté à l'hippocampe. |     |                                                                                |                               |                                                                     |                    |
| 43a | 3a  | Juste une bouchée Just One Bite                                                | Sen Dempsey                   | Jay Lender, Sam Henderson et Merriwether Williams                   | 5 octobre 2001     |
| A sa grande surprise, Bob apprend que Carlo n'a jamais goûté un seul pâté de crabe depuis qu'il travaille au restaurant. L'éponge lui force la main pour lui en faire goûter un. Le calamar, lassé de ses tentatives, goûte finalement la denrée et lui répond que c'est la chose la plus immonde qu'il ait jamais mangée, puis l'écrase dans le sable. Après que Bob soit retourné en cuisine, sans que personne le voie, Carlo déterre et dévore le pâté de crabe, et va tenter par tous les moyens d'en manger un autre. |     |                                                                                |                               |                                                                     |                    |
| 43b | 3b  | Le Bob, la Brute et la Maîtresse The Bully                                     | Frank Weiss                   | Aaron Springer, C.H. Greenblatt et Merriwether Williams             | 5 octobre 2001     |
| Un nouvel élève à l'allure de grosse brute nommé Roger la Limande inspire la terreur quand il arrive à l'école de conduite, sauf à Bob qui l'accueille chaleureusement en se présentant. La limande lui répond alors qu'il lui cassera la figure à la fin des cours, ce qui panique Bob. Il cherche par tous les moyens à lui échapper, mais tombe toujours sur un problème en sa défaveur. |     |                                                                                |                               |                                                                     |                    |
| 44a | 4a  | Tueurs malgré eux Nasty Patty                                                  | Tom Yasumi                    | Paul Tibbitt, Kaz et Mark O'Hare                                    | 1er mars 2002      |
| Un faux critique culinaire sévit à Bikini Bottom en mangeant gratuitement dans tous les restaurants où il passe. Au même moment, un critique culinaire se présente au Crabe Croustillant pour vérifier la qualité de la nourriture du restaurant. Pensant qu'il s'agit d'un imposteur, le capitaine Krabs et Bob confectionnent un pâté immonde qu'ils veulent lui faire manger. Alors que ce dernier s'étouffe en avalant par accident une mouche qui passait par là et tombe inconscient, le véritable imposteur est arrêté par la police. L'éponge et Monsieur Krabs pensent alors qu'ils ont commis un crime et vont tenter de se débarrasser du corps. |     |                                                                                |                               |                                                                     |                    |
| 44b | 4b  | La Boîte à tout faire The Idiot Box                                            | Andrew Overtoom               | Paul Tibbitt, Kent Osborne et Merriwether Williams                  | 1er mars 2002      |
| Bob et Patrick ont acheté un nouvel écran plat dont ils se débarrassent illico, n'étant intéressés que par l'emballage. Carlo en profite pour récupérer la machine et se demande alors comment de drôles de bruits peuvent sortir de la boîte dans laquelle Bob et Patrick jouent. L'éponge répond qu'il ne s'agit que de leur imagination. Ne les croyant pas, il décide de participer à leur petit jeu en rentrant dans la boîte avec eux mais ne trouve rien d'intéressant. Il retourne alors chez lui en entendant encore les bruits bizarres sortant de cette boîte. En regardant la télévision, il devient de plus en plus intrigué par cette boîte et décide de s'y glisser pour y découvrir son secret.                                                                                   |     |                                                                                |                               |                                                                     |                    |
| 45a | 5a  | La Ceinture magique Mermaid Man and Barnacle Boy IV                            | Sean Dempsey                  | Jay Lender, Sam Henderson et Merriwether Williams                   | 21 janvier 2002    |
| L'Homme-Sirène et le Bernard l'Hermite mangent tranquillement au Crabe Croustillant, ce qui rend Bob content. Alors qu'ils s'en vont rapidement pour éviter le cuistot pot-de-colle, ce dernier trouve la ceinture magique appartenant à l'Homme-Sirène et veut la lui rendre, mais est tenté de l'essayer. Il ne sait pas l'utiliser et vise accidentellement Carlo, qu'il fait rétrécir. Paniquant, il enchaîne les catastrophes en rétrécissant tous les habitants de Bikini Bottom. - Invités : Ernest Borgnine (l'Homme-Sirène) et Tim Conway (Bernard l'Hermite) |     |                                                                                |                               |                                                                     |                    |
| 45b | 5b  | Madame Puff en prison Doing Time                                               | Frank Weiss                   | Aaron Springer, C.H. Greenblatt et Merriwether Williams             | 21 janvier 2002    |
| Alors que Bob tente désespérément de passer son permis avec madame Puff, celui-ci commet beaucoup d'infractions au code de la route, à tel point que la police les pourchassent avec plusieurs voitures. Se crashant en prison, Madame Puff y est enfermée car elle est pénalement responsable des bêtises de l'éponge. Se sentant coupable, Bob décide avec l'aide de son ami Patrick de faire évader Madame Puff, contrairement à cette dernière qui veut rester en prison afin d'éviter Bob. |     |                                                                                |                               |                                                                     |                    |
| 46a | 6a  | L'effet boule de neige The Snowball Effect                                     | Andrew Overtoom               | Paul Tibbitt, Kent Osborne et Merriwether Williams                  | 22 février 2002    |
| La neige s'installe à Bikini Bottom et Bob et Patrick en profitent pour jouer à une bataille de boules de neige. Voulant convier Carlo à venir jouer avec eux, le calamar répond que c'est un jeu pour les gamins avant de se prendre une boule de neige dans la figure, ce qui l'énerve et le pousse à jouer à son tour. Il se prend au jeu. |     |                                                                                |                               |                                                                     |                    |
| 46b | 6b  | Le capitaine Krabs fait des affaires One Krabs Trash                           | Tom Yasumi                    | Paul Tibbitt, Kaz et Mark O'Hare                                    | 22 février 2002    |
| Le capitaine Krabs ouvre une brocante dans laquelle il vend des déchets récupérés auparavant dans une poubelle. Il y vend un parapluie troué, une "louche" à Patrick (qui se trouve être une ventouse à déboucher), ainsi qu'une casquette à soda à Bob. Un peu plus tard, des collectionneurs professionnels viennent parler à monsieur Krabs pour lui acheter cette casquette à soda, prêt à débourser un million de dollars s'il le faut tant elle est rare. Monsieur Krabs va alors tout tenter pour récupérer cette casquette. |     |                                                                                |                               |                                                                     |                    |
| 47a | 7a  | Vu à la télé As Seen on TV                                                     | Frank Weiss                   | Aaron Springer, C.H. Greenblatt et Merriwether Williams             | 8 mars 2002        |
| Le capitaine Krabs veut faire de la publicité télévisuelle pour son restaurant, mais ne veut pas dépenser un seul centime pour une telle prestation, ce qui exaspère le calamar qui avait réuni une équipe de tournage pour l'occasion. Vu le faible coût de la publicité, celle-ci est diffusée pendant la nuit, aux heures où tout le monde dort, sauf Bob qui voulait absolulement la voir. Par une série de circonstances, Bob croit être devenu une star de la télé et décide de profiter de ce statut. Il abandonne alors son poste de cuisinier. |     |                                                                                |                               |                                                                     |                    |
| 47b | 7b  | La Pièce porte-bonheur Can You Spare a Dime?                                   | Sean Dempsey                  | Jay Lender, Sam Henderson et Merriwether Williams                   | 8 mars 2002        |
| Le capitaine Krabs a perdu sa pièce porte-bonheur et accuse le calamar de l'avoir volée. Étant accusé à tort, le calamar ne supporte pas cette accusation et démissionne, disant qu'il trouvera un autre travail et s'imaginant des postes préstigieux. Il se retrouve rapidement sans domicile et mendiant dans la rue, ce qui inquiète Bob qui décide de l'héberger. Son escargot le met en garde en disant que le calamar va profiter de la situation pour rester un bon moment chez lui. Bob devient vite victime de sa gentillesse... |     |                                                                                |                               |                                                                     |                    |
| 48a | 8a  | Le Club des mauviettes No Weenies Allowed                                      | Andrew Overtoom               | Paul Tibbitt, Kent Osborne et Merriwether Williams                  | 15 mars 2002       |
| Bob et Sandy décident d'aller dans un bar rempli de brutes et ne peuvent entrer à l'intérieur que s'ils arrivent à convaincre le videur. Sandy entre sans encombre alors que Bob ne fait pas fière allure. Le videur refuse alors de le faire entrer et lui conseille d'aller au bar d'en face, réservé aux mauviettes. L'éponge va alors tout tenter pour rentrer dans le bar des brutes. |     |                                                                                |                               |                                                                     |                    |
| 48b | 8b  | Guillaume Calmarchic Squilliam Returns                                         | Sean Dempsey                  | Sam Henderson, Jay Lender et Kent Osborne                           | 15 mars 2002       |
| Encore une fois, Carlo revoit son rival de toujours Guillaume Calmarchic qui lui raconte sa vie de riche et se moque du statut de caissier du calamar. Carlo décide de mentir en lui répondant qu'il tient désormais un restaurant 5 étoiles. Ce à quoi son rival lui répond qu'il viendra dîner ce soir dans ledit restaurant. Le calamar va alors supplier Monsieur Krabs de lui céder le restaurant pour le soir et de tout mettre en œuvre pour convaincre son rival, avec l'aide de Bob, Patrick et monsieur Krabs. |     |                                                                                |                               |                                                                     |                    |
| 49a | 9a  | Bob voit des robots partout Krab Borg                                          | Tom Yasumi                    | Paul Tibbitt, Kent Osborne et Mark O'Hare                           | 29 mars 2002       |
| Après avoir vu un film d'horreur sur les robots la veille, Bob est terrifié à l'idée que des robots débarquent à Bikini Bottom. Au même moment, le capitaine Krabs écoute une musique style futuriste qu'il adore et le fait danser comme un robot, ce qui met le doute au cuistot qui l'observe en cachette. Il arrive à convaincre Carlo que le capitaine est un robot, et ils cherchent alors tous deux à le capturer. |     |                                                                                |                               |                                                                     |                    |
| 49b | 9b  | Les Parents adoptifs Rock-a-Bye Bivalve                                        | Sean Dempsey                  | Jay Lender, Sam Henderson et Mark O'Hare                            | 29 mars 2002       |
| Bob et Patrick discutent tranquillement jusqu'à ce qu'il entendent un bruit provenant d'un buisson. Il s'agit d'un bébé coquille Saint-Jacques. Étant emplis de tendresse, ils décident de le recueillir et de l'élever comme leur propre enfant. Patrick joue le rôle du père et Bob celui de la mère. La cohabitation marche bien au début, jusqu'à ce que Patrick commence à négliger peu à peu son rôle de père. |     |                                                                                |                               |                                                                     |                    |
| 50a | 10a | Les Peintres du dimanche Wet Painters                                          | Frank Weiss                   | C.H. Greenblatt, Kaz et Mark O'Hare                                 | 10 mai 2002        |
| Bob et Patrick provoquent du grabuge au Crabe Croustillant, ce qui énerve le capitaine Krabs qui leur donne une punition : ils doivent repeindre sa maison avec de la peinture indélébile, et sans en mettre une seule goutte à côté. Tout se passe bien jusqu'à ce que l'éponge et son ami mettent par inadvertance une goutte sur le premier dollar encadré par le capitaine. Ils vont tout tenter pour faire disparaître la tâche. |     |                                                                                |                               |                                                                     |                    |
| 50b | 10b | Tout ce qu'un employé doit savoir Krusty Krab Training Video                   | Frank Weiss                   | Aaron Springer, C.H. Greenblatt et Kent Osborne                     | 10 mai 2002        |
| Cet épisode se présente sous la forme d'un documentaire au sein du Crabe Croustillant et concerne les étapes essentielles pour la réalisation d'un pâté de Crabe. |     |                                                                                |                               |                                                                     |                    |
| 51 | 11  | Bob, le roi de la fête Party Pooper Pants                                      | Andrew Overtoom et Walt Dohrn | Paul Tibbitt, Kent Osborne et Mark O'Hare                           | 17 mars 2002       |
| Bob décide pour la toute première fois d'organiser une fête chez lui. Ne sachant pas comment s'y prendre, il achète un guide pour organiser une fête parfaite, puis invite tous les gens qu'il connaît et décide d'organiser à la minute près tous les détails de la fête. Il met ainsi en place des règles où chacun doit faire tout ce qu'il y a d'écrit sur sa liste à l'heure prévue, mais les gens l'ignorent. Au bout d'un moment, Bob finit par s'enfermer accidentellement en dehors de chez lui alors que tout le monde commence à faire la fête, faisant totalement fi de l'organisation de l'éponge qui pense alors que sa fête va être un fiasco, alors qu'à l'inverse les participants s'amusent énormément sans Bob et toutes ses règles.                                           |     |                                                                                |                               |                                                                     |                    |
| 52a | 12a | Les tablettes de chocolat Chocolate With Nuts                                  | Andrew Overtoom               | Paul Tibbitt, Kaz, Kent Osborne et Merriwether Williams             | 1er juin 2002      |
| Après avoir lu le magazine de Carlo sur la vie des chefs d'entreprises milliardaires, Bob et Patrick, envieux, se lancent en tant que vendeurs de tablettes de chocolat. N'arrivant pas à les vendre au début et en les accumulant de plus en plus, ils décident alors d'exagérer la réalité afin de réussir à les vendre. |     |                                                                                |                               |                                                                     |                    |
| 52b | 12b | Bernard l'Hermite le Grand Mermaid Man and Barnacle Boy V                      | Frank Weiss                   | C.H. Greenblatt, Kaz et Merriwether Williams                        | 1er juin 2002      |
| Le Bernard l'Hermite ne supporte plus qu'on le prenne pour un enfant alors qu'il voulait manger un gros pâté de crabe, y compris de la part de son complice l'Homme-Sirène. Il décide contre toute attente de rejoindre le clan des méchants, accompagné par Lunette Noire et la Bulle Infernale. - Invités : Ernest Borgnine (l'Homme-Sirène) et Tim Conway (Bernard l'Hermite) |     |                                                                                |                               |                                                                     |                    |
| 53a | 13a | Le Nouvel Élève New Student Starfish                                           | Tom Yasumi                    | Paul Tibbitt, Kent Osborne et Mark O'Hare                           | 20 septembre 2002  |
| Patrick ne supporte pas de voir Bob partir à l'école et de se retrouver seul pendant la journée. Bob décide alors de convier Patrick à venir étudier avec lui à l'école de conduite. Tout se passe bien jusqu'à ce que Patrick se moque de Madame Puff dans son dos et que Bob prenne les punitions à sa place. L'amitié entre nos 2 compères se dégrade. |     |                                                                                |                               |                                                                     |                    |
| 53b | 13b | Courage, rien n'est jamais perdu Clams                                         | Sean Dempsey                  | Jay Lender, Sam Henderson et Mark O'Hare                            | 20 septembre 2002  |
| Le Capitaine Krabs fête un événement important : c'est le millionième dollar qu'il encaisse dans son restaurant. Pour fêter cela, il invite Bob et Carlo sur un bateau pour une partie de pêche. Tout va au plus mal avec Bob qui lance sa ligne de partout et accroche le millionième billet qu'il envoie dans l'eau. Ce dernier se fait alors avaler par une palourde géante. Le capitaine devient obsédé par l'idée de le récupérer. |     |                                                                                |                               |                                                                     |                    |
| 54 | 14b | Argh (Bob l'éponge DC) Ugh (SpongeBob B.C.)                                    | Andrew Overtoom               | Paul Tibbitt et Kent Osborne                                        | 5 mars 2004        |
| Cet épisode de 20 minutes retrace l'histoire des ancêtres Bob, Patrick et Carlo durant la préhistoire, se nommant respectivement Boba, Pata et Carlu. Après un orage, ils découvrent le feu et commencent à l'utiliser pour faire cuire des aliments. Une bagarre s'ensuit pour savoir qui va ramener le feu chez lui. |     |                                                                                |                               |                                                                     |                    |
| 55a | 15a | Un escargot pur-sang The Great Snail Race                                      | Andrew Overtoom               | Paul Tibbitt, Kent Osborne et Joe Liss                              | 24 janvier 2003    |
| Bob et Patrick découvrent que Carlo a acquis un escargot de sang noble nommé Snellie. Ce dernier inscrit son animal à une course d'escargots et se moque de l'animal de Bob. L'éponge décide alors d'inscrire son escargot Gary tandis que Patrick va y inscrire son caillou "Rocky", car "pierre qui roule ramasse la course !". Bob entraîne Gary sans relâche au point de l'épuiser complètement le jour de la compétition. Bob n'a que faire de la souffrance de Gary et le force à participer à la course. Gary finit par exploser littéralement. Bob regrette sincèrement le traitement qu'il a infligé à Gary. Snellie, sur le point de gagner, fais demi-tour pour réconforter Gary, et les deux ont un coup de foudre. Le vainqueur est finalement Rocky même si on ne sait pas comment. |     |                                                                                |                               |                                                                     |                    |
| 55b | 15b | Une nuit mouvementée Mid-Life Crustacean                                       | Frank Weiss                   | C.H. Greenblatt, Kaz et Mark O'Hare                                 | 24 janvier 2003    |
| Le capitaine Krabs fait une crise de la quarantaine, se sentant vieux et dépassé. Il n'accepte pas cela et décide de faire des trucs de jeune, mais n'y parvient pas. Il entend alors que Bob et Patrick vont passer la nuit dehors et s'invite dans le groupe des deux compères. |     |                                                                                |                               |                                                                     |                    |
| 56a | 16a | Incorrigible Capitaine Krabs Born Again Krabs                                  | Tom Yasumi                    | Paul Tibbitt, Kent Osborne et Merriwether Williams                  | 4 octobre 2003     |
| Bob retrouve un vieux pâté de crabe moisi depuis des années sous son grill. Contre le refus du capitaine de jeter cette denrée et l'obligation de la vendre avant toute chose, le cuistot prépare le pâté mais personne ne l'achète. C'est alors que le capitaine Krabs le mange et se retrouve à l'hôpital pour une indigestion. Seulement, cette indigestion et sa cupidité lui coûtent son âme, que le Fantôme du Hollandais Volant est venu chercher. Monsieur Krabs supplie le fantôme, lui disant qu'il ne sera plus jamais aussi radin. Le Hollandais Volant lui accorde une deuxième chance à condition qu'il devienne généreux à partir de maintenant. |     |                                                                                |                               |                                                                     |                    |
| 56b | 16b | Faut assurer ses arrières Safety Freak                                         | Frank Weiss                   | C.H. Greenblatt, Kaz et Merriwether Williams                        | 4 octobre 2003     |
| Lors d'une descente de montagne dangereuse en coquillage, Bob fait une énorme chute et atterrit sur son postérieur, qui se brise en mille morceaux. A l’hôpital, le docteur lui suggère de ne plus refaire ce genre de cascade sauf s'il veut vivre avec un postérieur en acier. À partir de ce moment, Bob met tout en œuvre pour protéger ses arrières, jusqu'à son isolement complet dans sa maison. Ses amis Patrick et Sandy essaient de l'aider à surmonter sa peur. |     |                                                                                |                               |                                                                     |                    |
| 57a | 17a | La Magie de l'été Krabby Land                                                  | Andrew Overtoom               | Paul Tibbitt, Kent Osborne et Mark O'Hare                           | 3 avril 2004       |
| L'été est important pour le capitaine car c'est pendant cette période que les enfants sont en vacances et ont de l'argent à dépenser pour tout et n'importe quoi, sans surveillance de leurs parents. Le capitaine décide de créer un parc pour enfants devant son restaurant et leur promet une rencontre avec Krabby le clown s'ils achètent un pâté de crabe. Mais les enfants sont d'une nature turbulente et le capitaine Krabs charge Bob de les distraire en attendant l'arrivée de Krabby le clown. |     |                                                                                |                               |                                                                     |                    |
| 57b | 17b | L'Ours des mers The Camping Episode                                            | Sean Dempsey                  | Jay Lender, Sam Henderson et Merriwether Williams                   | 3 avril 2004       |
| Bob et Patrick décident de camper dehors devant chez eux pendant la nuit et font du bruit, ce qui énerve le calamar qui ne peut pas lire tranquillement, et vient s'en plaindre auprès des deux amis. Bob lui répond qu'il doit s'ennuyer chez lui, ce qui énerve le calamar qui décide de venir camper à son tour. Carlo leur montre alors comment bien camper, et ils finissent par chanter autour du feu de camp. Carlo commence à jouer de la clarinette, ce qui effraie grandement Bob et Patrick, la clarinette faisant partie des choses qui attirent les ours des mers. Profitant de leur naïveté, le calamar exécute tous les faits et gestes pour attirer un ours des mers jusqu'à ce que la bête arrive pour de vrai.                                                                  |     |                                                                                |                               |                                                                     |                    |
| 58a | 18a | Mon nom est personne Missing Identity                                          | Sean Dempsey                  | Jay Lender, Sam Henderson et Merriwether Williams                   | 19 janvier 2004    |
| Un jour pluvieux dans un restaurant, Bob raconte son histoire où comment il a perdu son identité, à savoir le badge sur lequel était noté son nom et qui n'est plus à sa place sur son uniforme. |     |                                                                                |                               |                                                                     |                    |
| 58b | 18b | Plankton et son armée Plankton's Army                                          | Tom Yasumi                    | Paul Tibbitt, Kent Osborne et Merriwether Williams                  | 19 janvier 2004    |
| Dans une énième tentative de voler la recette du pâté de crabe, et pour le 25e anniversaire de la tentative de vol, Plankton décide de faire appel à toute la famille Plankton pour mener à bien son plan et se rend au restaurant de son rival pour lui montrer sa nouvelle puissance. Le capitaine Krabs ne peut lutter contre autant d'ennemis. La victoire est proche pour Plankton. |     |                                                                                |                               |                                                                     |                    |
| 59 | 19  | L'épisode perdu (L'éponge Volante) The Lost Episode (The Sponge Who Could Fly) | Andrew Overtoom et Tom Yasumi | Paul Tibbitt, Kent Osborne et Merriwether Williams                  | 21 mars 2003       |
| Bob rêverait de faire comme ses amies les méduses : voler dans le ciel. Seulement, il n'y arrive pas malgré diverses tentatives. Les gens le prennent pour un fou et se moquent de lui ; il décide alors de revenir à la réalité, à savoir qu'il ne pourra jamais voler. Seulement un jour, en mettant le sèche-cheveux allumé dans son pantalon, ce dernier se met à gonfler et Bob est enfin capable de s'élever dans les airs. |     |                                                                                |                               |                                                                     |                    |
| 60a | 20a | Un malin, malin et demi SpongeBob Meets The Strangler                          | Tom Yasumi                    | Paul Tibbitt, Kent Osborne, C.H. Greenblatt et Merriwether Williams | 11 octobre 2004    |
| Un homme malhonnête jette ses détritus près du restaurant où Bob est en train de nettoyer. Il appelle la police et fait arrêter ce dernier. Carlo est surpris car ce malfaiteur n'est autre que Jackasseur l'étrangleur, un criminel qui n'hésite pas à étrangler jusqu'à la mort ceux qui le dénoncent à la police. Le criminel n'ayant eu aucune difficulté pour s'évader, Bob craint maintenant pour sa vie car personne ne veut être son garde du corps, à cause de la réputation de l'étrangleur. Seul un homme mystérieux avec une moustache lui vient en aide. |     |                                                                                |                               |                                                                     |                    |
| 60b | 20b | Les Invisibles Fantômes Pranks a Lot                                           | Andrew Overtoom               | Paul Tibbitt, Kent Osborne et Merriwether Williams                  | 11 octobre 2004    |
| En allant dans un magasin de farces & attrapes, Bob et Patrick achètent une bombe de peinture qui rend invisible, mais tâche les vêtements. Voulant faire une blague en s'asseyant sur des bancs rendus invisibles pour donner l'impression de flotter, ils s'aspergent l'un l'autre par accident. Leur plan change et ils en profitent pour se faire passer pour des fantômes, et terrorisent la ville. Ils terminent leur blague en allant trouver monsieur Krabs, qui dit ne pas croire aux fantômes. |     |                                                                                |                               |                                                                     |                    |